# Petar Dimitrow Georgiew
Petar Dimitrow Georgiew (bulgarisch: Петър Димитров Георгиев; * 21. Juli 1929) ist ein ehemaliger bulgarischer Radrennfahrer.

## Sportliche Laufbahn
Er war Teilnehmer der Olympischen Sommerspiele 1952 in Helsinki. Beim Sieg von André Noyelle wurde er 46. im olympischen Straßenrennen. Die bulgarische Mannschaft kam nicht in die Mannschaftswertung.
Bei der Internationalen Friedensfahrt war er dreimal am Start, der 46. Platz 1952 war dabei sein bestes Resultat in der Gesamteinzelwertung. 1958 belegte er den 6. Platz in der Ägypten-Rundfahrt und gewann eine Etappe.